# Mezei tölcsérgomba
A mezei tölcsérgomba (Clitocybe rivulosa) a pereszkefélék családjába tartozó, réteken élő, mérgező gombafaj. 

## Megjelenése
A mezei tölcsérgomba kalapjának átmérője 1–7 cm, alakja fiatalon domború, majd kiterül és középen benyomottá válik. Széle gyakran hullámos, sokáig begöngyölt marad. Színe kezdetben fehéres, idővel szürkéssé vagy sárgássá válhat. Az idős gomba felszínén széles, koncentrikus körök lehetnek. Felülete selymesen fénylő. Húsa puha, színe fehér vagy sárgásfehér; szaga és íze lisztre emlékeztet.
Sűrűn álló lemezei kissé lefutók, fehéres színűek. Spórapora fehér. Spórái 4-5,5 x 2-4,5 mikrométeresek, elliptikusak, sima felszínűek.
Tönkje 1–8 cm magas és 0,2–0,5 cm vastag. Alakja lefelé vékonyodó, gyakran görbült, belül tömör. Színe fehér.

### Hasonló fajok
Összetéveszthető az ehető márványos pereszkével, mezei szegfűgombával és ördögszekér-laskagombával; ezenkívül hasonlít több mérgező, kis termetű fehér tölcsérgombára is.

## Elterjedése és élőhelye
Európában és Észak-Amerikában honos. Magyarországon gyakori. Réteken, legelőkön, füves területeken fordul elő, sokszor boszorkánykörben nő. Májustól novemberig terem.
Mérgező, muszkarint tartalmaz. Fogyasztása után 15-30 perccel hányás, hasmenés, nyáladzás, verejtékezés, pupillaszűkülés, látászavar léphet fel. Nagy mennyiség elfogyasztása esetén a halálos kimenetel sem kizárható. Ellenmérge az atropin.

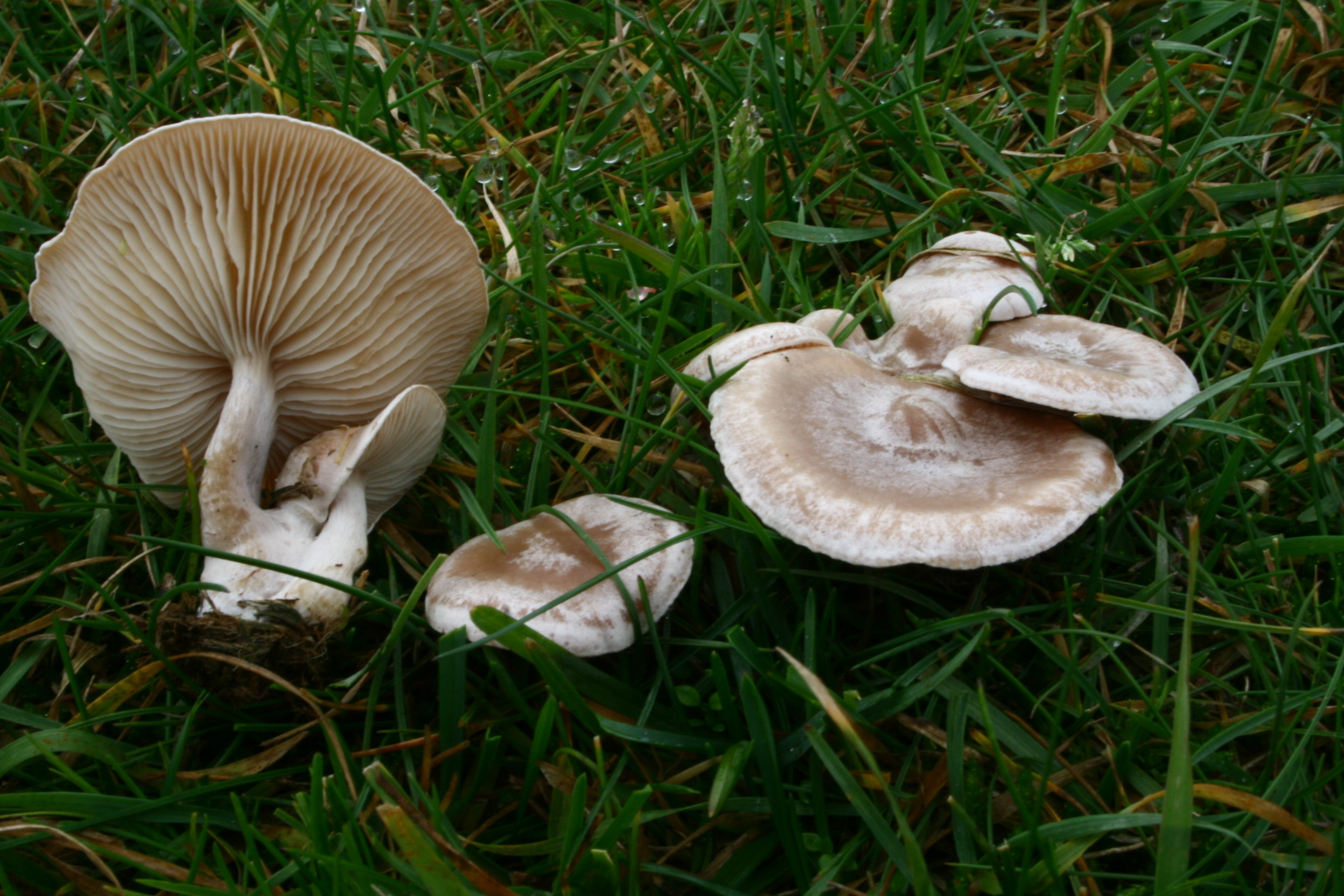
Mezei tölcsérgombák
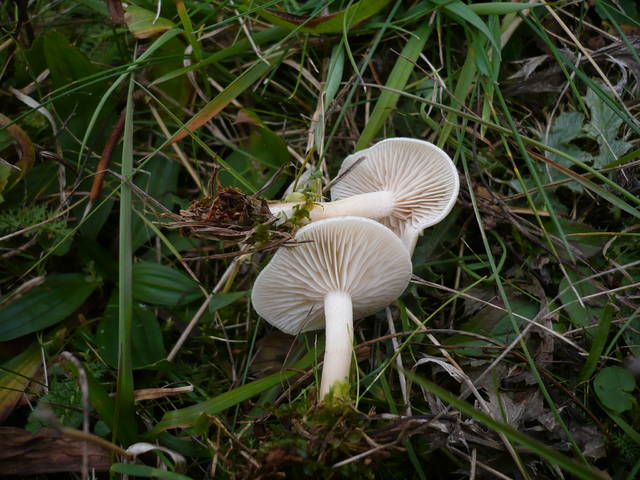
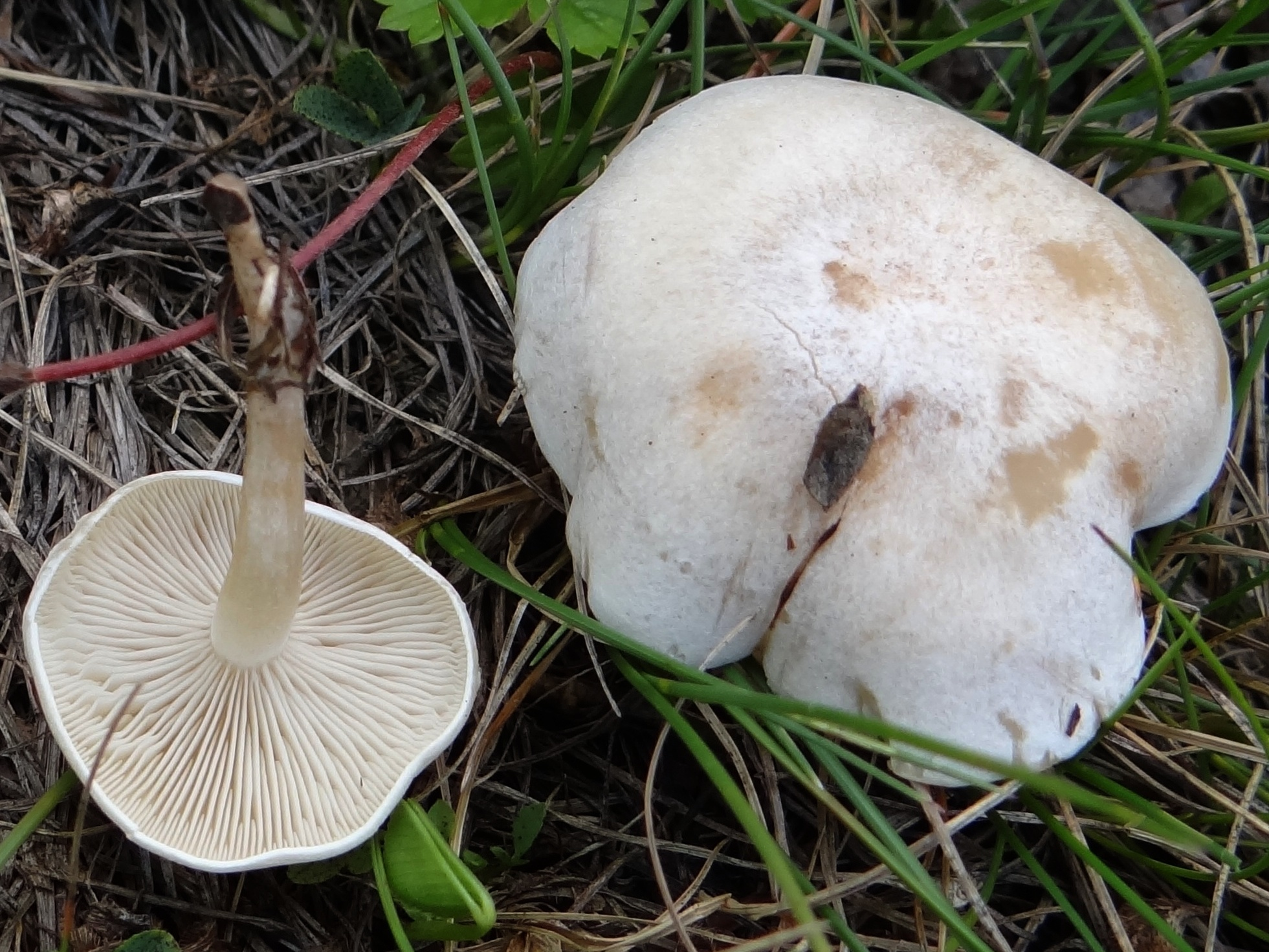
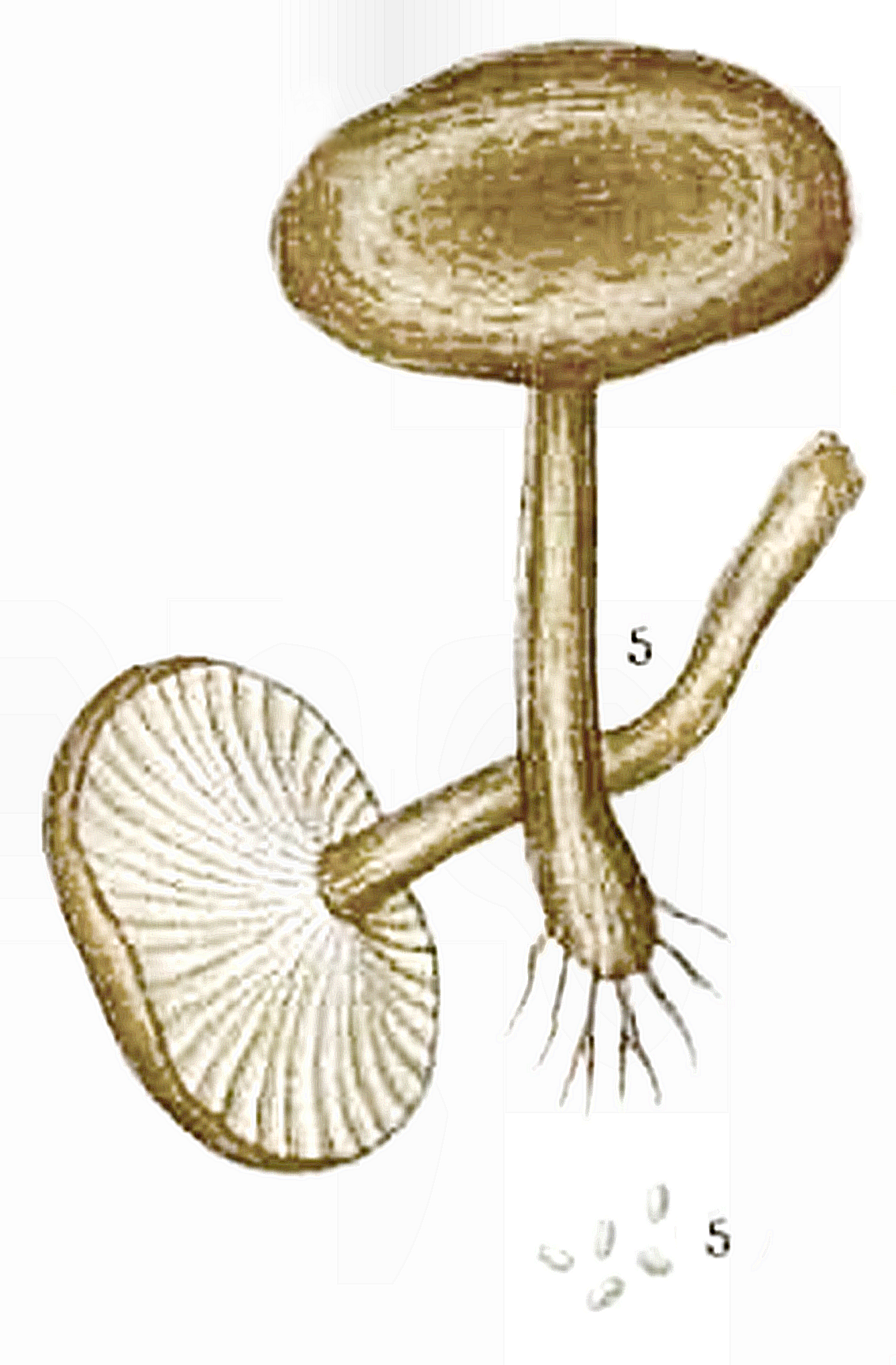
Ábrázolása egy német gombakönyvben (1902 előtt)